# 湯普森里奇 (紐約州)
湯普森里奇（英語：Thompson Ridge）是位於美國紐約州奧蘭治縣的非建制地區。

## 歷史
湯普森里奇的郵局自1872年營運至今。

## 地理
湯普森里奇所處的海拔為高於海平面141米（即463英呎），而該地所採用的時區為UTC-5，即北美东部时区（EST）。同時該地設有夏令時間，為UTC-5調快一小時，即UTC-4（EDT）。